# Metanoea rhaetica
Metanoea rhaetica är en nattsländeart som beskrevs av Schmid 1956. Metanoea rhaetica ingår i släktet Metanoea och familjen husmasknattsländor. Inga underarter finns listade i Catalogue of Life.